# 43 км (зупинний пункт, Лиманська дирекція)
43 км — колишній пасажирський залізничний зупинний пункт Лиманської дирекції Донецької залізниці на лінії Ступки — Краматорськ між станціями Часів Яр (13 км) та Ступки (3 км). Розташований між селом Берхівка та селищем Ягідне Бахмутського району Донецької області.
Пасажирське сполучення не здійснюється понад 10 років.